# Suffolk
Suffolk (výslovnost [safək], /sʌfək/) je velké nížinaté nemetropolitní, ceremoniální a tradiční hrabství rozkládající se na východě Anglie při pobřeží Severního moře, součást regionu Východní Anglie. Na severu hraničí s Norfolkem, na západě s Cambridgeshirem, na jihu s Essexem, na východě pak tvoří jeho hranici pobřeží Severního moře. Metropolí hrabství je Ipswich.
Anglové, po nichž byla pojmenována Východní Anglie i celá Anglie, se v této oblasti usadili v 5. století a rozdělili se na Severní lid (anglicky north folk) obývající Norfolk, a Jižní lid (anglicky south folk) obývající Suffolk. Od toho jsou odvozeny názvy hrabství Norfolk a Suffolk.

## Administrativní členění
Hrabství se dělí na pět distriktů:
1. Ipswich
2. East Suffolk
3. Mid Suffolk
4. Babergh
5. West Suffolk

## Hospodářství
Níže je tabulka uvádějící strukturu hospodářství Suffolku. Hodnoty jsou v milionech liber šterlinků.
| Rok  | Přidané hodnoty | Zemědělství | Průmysl | Služby |
| ---- | --------------- | ----------- | ------- | ------ |
| 1995 | 7,113           | 391         | 2,449   | 4,273  |
| 2000 | 8,096           | 259         | 2,589   | 5,248  |
| 2003 | 9,456           | 270         | 2,602   | 6,583  |